# La Beauté du diable
La Beauté du diable és un 1950 pel·lícula fantàstica dramàtica franco-italiana dirigida per René Clair. Una tragicomèdia ambientada a principis del segle xix, tracta sobre un alquimista envellit, Henri Faust, a qui el diable Mefistòfil li dona l'oportunitat de ser eternament jove. Està lleugerament adaptada de l'obra de teatre clàssica de principis del segle xix Faust de Johann Wolfgang von Goethe.

## Sinopsi
El mite de Faust es presenta en aquesta cinta a través del realisme poètic francès. Després de 50 anys de carrera en la Universitat, Faust, un professor alquimista, decideix retirar-se sense haver gaudit dels plaers de la vida. Al llindar de la mort, aquest es troba amb una gran sèrie de penediments. És llavors quan Mefistòfil li proposa un pacte: vendre la seva ànima a canvi de la joventut, la riquesa, i la possibilitat de veure el futur.

## Repartiment
- Michel Simon om a Mefistòfeles / vell professor Henri Faust
- Gérard Philipe com el jove Henri Faust / Mefistòfeles d'aspecte jove
- Nicole Besnard com a Marguerite, la noia gitana
- Raymond Cordy com a Antoine, el criat
- Simone Valère com a La Princesse
- Carlo Ninchi com a Le Prince
- Gaston Modot com a gitano
- Tullio Carminati com a diplomàtic
- Paolo Stoppa com a Oficial

## Estrena i recepció
El 2013, la Cohen Film Collection va llançar La Beauté du diable en DVD i Blu-ray. A més de la pel·lícula, que va ser reconstruïda (amb un àudio dolent), la pel·lícula ofereix un documental de 2010 sobre la pel·lícula en si. Ian Jane de DVDTalk va dir en els seus comentaris finals sobre el llançament del Blu-ray: "La Beauté du diable és elegant i està meravellosament rodada significant que no sols la forma creativa en què s'explica la història és convincent i interessant, sinó que és tant un plaer per als ulls com per la ment. Les actuacions són bones i Clair fa algunes coses interessants amb la seva visió de la història de Faust. Aquesta pot ser una visió atípica del conte clàssic, però funciona increïblement bé."

## Premis
La pel·lícula va ser nominada o Millor pel·lícula als Premis BAFTA de 1951 i va guanyar dos premis al Sindicat Nacional de Periodistes Cinematogràfics Italians amb un Nastro d'Argento al millor actor protagonista per Michel Simon i al Millor Millor Disseny de producció per Aldo Tommasini i Léon Barsacq.